# Dębina
Dębina [pronunciación en polaco: /dɛmˈbina/] es una aldea ubicada en el distrito administrativo de Gmina Kleszczów, dentro del condado de Bełchatów, voivodato de Łódź, en el centro de Polonia. Se encuentra a unos 8 kilómetros al oeste de Kleszczów, a 19 kilómetros al suroeste de Bełchatów, y 63 kilómetros al sur de la capital regional Łódź .